# サウンドスケッチブック
『サウンドスケッチブック（Sound Sketch Book）』は、テレビアニメ『スケッチブック 〜full color's〜』のサウンドトラック。
2007年11月21日にリリースされた。発売元はJVCエンタテインメント、販売元はビクターエンタテインメント（VTCL-60005）。
村松健が初めて手掛けたサウンドトラックで、ピアノの音にストリングスやパーカッションを織り交ぜたものとなっている。

## 収録内容
01 遠まわりして帰ろ（1分46秒）
02 風さがし -TVサイズ-（1分30秒）
- 歌：清浦夏実
- 作詞：高月みたか　作曲・編曲：鈴木智文

03 人見知りなままで〜出逢いがしら（4秒）
04 人見知りなままで（2分49秒）
05 迷子の子猫（1分46秒）
06 小さな幸せ（2分14秒）
07 バルーンムード〜夢から覚めても（3分01秒）
08 微笑みのもと（1分29秒）
09 夕焼けを歩いたね（1分49秒）
10 春風の贈りもの（2分15秒）
11 スピード2（2分44秒）
12 私の時間（2分03秒）
13 私の時間〜また明日（2分17秒）
14 草摘みのうた（53秒）
15 お調子者のうた（1分40秒）
16 空き地のそら〜ネコたちの自由（2分50秒）
17 僕らの冒険（2分49秒）
18 僕らの冒険〜かえりみち（1分54秒）
19 希望のへさき（2分07秒）
20 ハッピーアワー（2分02秒）
21 雲の澪を行く（3分23秒）
22 夕まぐれの国（5分06秒）
23 バルーンムード〜ピアノソロ（1分38秒）
24 スケッチブックを持ったまま -TVサイズ-（2分01秒）
歌：牧野由依
作詞・作曲：大江千里 編曲：清水信之
25 希望のへさき〜未来編（31秒）